# لیگ برتر والیبال زنان ایران ۱۳۹۶
لیگ برتر والیبال زنان ایران ۱۳۹۶ ۱۶مین دوره مسابقات والیبال لیگ برتر زنان و بالاترین سطح مسابقات باشگاهی والیبال زنان در ایران است.
در این دوره از بازی‌ها ۷ تیم شرکت داشتند. این مسابقات در اسفند ماه ۱۳۹۶ با قهرمانی پیکان تهران به پایان رسید. تیم‌های ذوب‌آهن اصفهان و بهنمیر مازندران به ترتیب دوم و سوم شدند.
تیم پیکان تهران، با مربیگری میترا شعبانیان با کسب مقام قهرمانی لیگ برتر، سهمیه حضور در رقابت‌های قهرمانی باشگاه‌های زنان آسیا در سال ۲۰۱۸ کسب کرد. نوزدهمین دوره این مسابقات از ۲۰ تا ۲۷ تیرماه سال ۹۷ در شهر اوسکمن کشور قزاقستان برگزار شد.
از بازیکنان تیم قهرمان پیکان تهران می‌توان به مائده برهانی و  زینب گیوه اشاره کرد.

## رده‌بندی پایانی
| رتبه | تیم             | برد | امتیاز | صعود و سقوط                                  |
| ---- | --------------- | --- | ------ | -------------------------------------------- |
| ۱    | پیکان تهران     | ۱۱  | ۳۴     | صعود به رقابت‌های قهرمانی باشگاه‌های زنان آسیا |
| ۲    | ذوب‌آهن اصفهان   | ۱۰  | ۲۹     |                                              |
| ۳    | بهنمیر مازندران | ۸   | ۲۳     |                                              |
| ۴    | نماینده تهران   | ۴   | ۱۲     |                                              |
| ۵    | سالوت تهران     | ۳   | ۱۰     |                                              |
| ۶    | آبنوس تهران     | ۳   | ۹      |                                              |
| ۷    | شهرداری تبریز   | ۱   | ۳      |                                              |